# Waldir Peres de Arruda
Waldir Peres d'Arruda (Garça, 2 de gener de 1951 - Mogi das Cruzes, 23 de juliol de 2017) fou un futbolista brasiler, que jugà en la posició de porter durant la dècades de 1970 i 1980.

## Trajectòria esportiva
Jugava a la posició de porter. Pel que fa a clubs, destacà principalment al São Paulo FC, on jugà durant gairebé una dècada, i a Ponte Preta. Fou 30 cops internacional amb Brasil, entre octubre de 1975 i juliol de 1982. Formà part de la plantilla de la selecció als Mundials de 1974, 1978 i 1982. Disputà cinc partits en l'edició de 1982.

## Palmarès
São Paulo
- Lliga brasilera de futbol:
  - 1977
- Campionat paulista:
  - 1975, 1978, 1980, 1981
- Copa brasilera de futbol:
  - 1976

Santa Cruz
- Campionat pernambucano:
  - 1990

Individual
- Fou Pilota d'or brasiler el 1975.